# HMAS Diamantina (2000)
HMAS Diamantina (M 86) – australijski niszczyciel min typu Huon służący obecnie w Royal Australian Navy (RAN). Jego nazwa pochodzi od australijskiej rzeki.

## Budowa
Stępkę jednostki położono w stoczni Australian Defence Industries w Newcastle, Nowa Południowa Walia 4 sierpnia 1998 roku. Został zwodowany 18 listopada 2000 roku, matką chrzestną była Maureen Bryden (córka Commandera G.M. Rose). Okręt wszedł do służby w maju 2002 roku.

## Służba operacyjna
Rankiem 13 marca 2009 roku „Diamantina” była jednym z siedemnastu okrętów zaangażowanych w uroczyste wejście do portu i przegląd floty w Sydney Harbour, największym zgromadzeniu okrętów RAN od czasów obchodów dwustulecia Australii w 1988 roku.